# Shawn King
Shawn Ethelbert King (Gasparillo, 7 giugno 1982) è un cestista sanvincentino.

## Carriera
Nel 2013 passa alla Virtus Bologna, all'esordio in campionato contro la Dinamo Sassari segna 12 punti con 100% dal tiro e una stoppata.

## Palmarès

### Squadra
- Campionati bielorussi: 1

Minsk 2006: 2010-2011
- Campionato estone: 1

Kalev/Cramo: 2015-2016
- Coppa di Slovenia: 1

Primorska: 2018

### Individuale
- Polska Liga Koszykówki MVP: 1

Stal Ostrów Wiel: 2016-2017